# Космічне вивітрювання

Ілюстрація різних видів космічного вивітрювання

Космі́чне виві́трювання — узагальнена назва для опису процесів, які діють на будь-яке тіло, яке перебуває в агресивному середовищі відкритого космосу. Щільні тіла (включаючи Місяць, Меркурій, астероїди, комети, і деякі з супутників інших планет) піддаються багатьом процесам вивітрювання:
- вплив галактичного і сонячного космічного випромінювання,
- вплив частинок сонячного вітру,
- бомбардування метеоритами та мікрометеоритами.

Вивчення процесів космічного вивітрювання надзвичайно важливе, оскільки ці процеси стосуються фізичних і оптичних властивостей поверхні багатьох планетарних тіл. Саме тому важливо розуміти той вплив, який здійснюють процеси вивітрювання на космічні тіла, щоб правильно інтерпретувати дані, які надходять із дослідницьких зондів.

## Історія

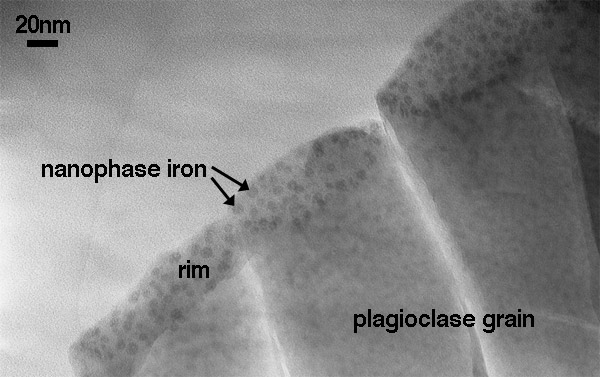
Космічне вивітрювання на кірці зерна місячного ґрунту 10084

Більша частина наших знань про процеси космічного вивітрювання надходить із досліджень місячних зразків, добутих екіпажами Аполлонів, особливо реголіту. Постійний потік високоенергетичних частинок і мікрометеоритів, разом із великими метеоритами, дробить, розпилює та випаровує компоненти місячного ґрунту.
Першими продуктами вивітрювання, які були визнані в місячних ґрунтах, стали «аглютинати». Вони утворюються, коли мікрометеорити плавлять невелику кількість матеріалу, який включає навколишні скляні та мінеральні фрагменти, в єдину склоподібну масу в розмірі від кількох мікрометрів до кількох міліметрів. Аглютинати дуже поширені в місячному ґрунті, складаючи цілих 60—70 %. Ці розсипи частинок здаються темними людському оку переважно через наявність наночастинок заліза.
Космічне вивітрювання поверхні Місяця закарбовує на окремих зернах порід (склоподібні сплески) сліди сонячних спалахів, зв'язує водень, гелій, інші гази. В 1990-ті роки завдяки використанню покращених дослідницьких методів та інструментів, таких як електронний мікроскоп, відкриті дуже тонкі нальоти (60—200 нм), які розвиваються на окремих зернах місячного ґрунту в результаті дії парів від сусідніх зерен, що пережили удар мікрометеорита і руйнування.
Ці процеси вивітрювання сильно впливають на спектральні властивості місячного ґрунту, особливо в ультрафіолетовому, видимому, короткохвильовому інфрачервоному світлі. Такі спектральні зміни були значною мірою викликані включеннями наночастинок заліза, яке є поширеним компонентом і аглютинує в ґрунтових кірках. Ці дрібненькі (один до декількох сотень мілімікронів у діаметрі) бульбашки металічного заліза з'являються, коли розпадаються залізовмісні корисні копалини (наприклад, олівін та піроксен).

## Вплив на спектр
Спектральні ефекти космічного вивітрювання, з участю залізистих кірок, проявляються трьома способами. Оскільки поверхня Місяця стає темнішою, то її альбедо зменшується. Почервоніння ґрунту збільшує коефіцієнт відбиття довгих хвиль спектра. Також зменшується глибина діагностичних поглинальних груп спектра. Ефект потемніння, викликаний космічним вивітрюванням, добре помітний при спостереженні місячних кратерів. Молоді кратери мають яскраві системи «променів», тому що метеорити викинули на поверхню підмісячні породи, але з плином часу ці промені зникають, оскільки процеси вивітрювання затемнюють матеріал.

## Космічне вивітрювання на Меркурії
Умови на Меркурії суттєво відрізняються від умов на Місяці. З одного боку, тут вищі температури вдень (денна поверхнева температура ~100 °C для Місяця, ~425 °C для Меркурія) і холодніші ночі, які можуть сильніше впливати на вивітрювання. Крім того, через своє розташування в Сонячній системі Меркурій трохи сильніше бомбардується мікрометеоритами, які взаємодіють із планетою при набагато вищих швидкостях, ніж на Місяці. Завдяки цьому вивітрювання поверхневого шару на Меркурії відбувається інтенсивніше. Якщо прийняти дію космічного вивітрювання на Місяці за одиницю, то ефекти вивітрювання на Меркурії, як очікується, будуть рівні 13,5 одиниць для оплавлення порід на поверхні та 19,5 одиниць при їхньому випаровуванні.

## Космічне вивітрювання астероїдів

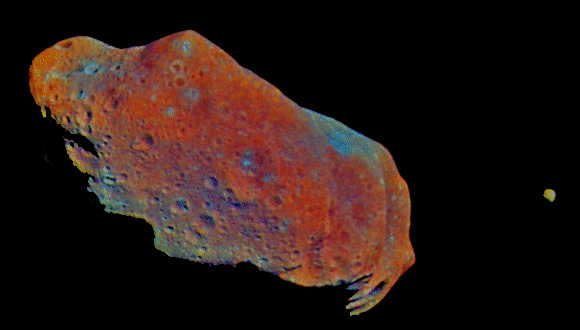
Насичене кольорове зображення астероїда Іда ілюструє ефект космічного вивітрювання

Роберт Джедік (англ. Robert Jedicke) і його дослідницька група з Інституту астрономії Гавайського університету вперше довели зміну кольору астероїдів в залежності від віку їхньої поверхні.
На основі цього спостереження Девід Несворний (англ. David Nesvorny) в Південно-західному науково-дослідницькому інституті Боулдера застосував декілька способів визначення віку астероїдів. Точні дані про колір понад 100 тис. астероїдів були отримані та внесені в каталог Желько Івежичем (англ. Zeljko Ivezic) із Вашингтонського університету і Маріо Юричем (англ. Mario Juric) із Принстонського університету, в процесі реалізації програми Слоанівського цифрового огляду неба.
Ці дослідження допомогли вирішити давню проблему про відмінність у кольорі між метеоритами (звичайними хондритами) і астероїдами, уламками яких вони ймовірно були. Хондрити як молоді утворення мають синювате забарвлення, а астероїди — переважно червонувате. Синюваті області на астероїдах тепер пояснюються «астероїдотрусами» і відносно недавніми ударами метеоритів, що відслонювали свіжі шари породи.